# Jeremiah Robinson-Earl
Jeremiah Christian Robinson-Earl, né le 3 novembre 2000 à Kansas City dans le Kansas, est un joueur américain de basket-ball évoluant aux postes d'ailier fort et pivot.

## Biographie

### Carrière universitaire
Entre 2019 et 2021, il joue pour les Wildcats de Villanova.
Le 9 avril 2021, il annonce qu'il se présente à la draft NBA 2021.

### Carrière professionnelle

#### Thunder d'Oklahoma City (2021-2023)
Le 29 juillet 2021, il est sélectionné à la 32e position de la draft 2021 de la NBA par les Knicks de New York pour le Thunder d'Oklahoma City. En octobre 2023, il est envoyé aux Rockets de Houston puis coupé.

#### Pelicans de La Nouvelle-Orléans (depuis 2023)
Début novembre 2023, il signe un contrat two-way avec les Pelicans de La Nouvelle-Orléans. En février 2024, son contrat two-way est converti en un contrat standard.

## Statistiques

### Universitaires
Les statistiques de Jeremiah Robinson-Earl en matchs universitaires sont les suivantes :
| Saison    | Équipe    | Matchs | Titul. | Min./m | % Tir | % 3pts | % LF | Rbds/m. | Pass/m. | Int/m. | Ctr/m. | Pts/m. |
| --------- | --------- | ------ | ------ | ------ | ----- | ------ | ---- | ------- | ------- | ------ | ------ | ------ |
| 2019-2020 | Villanova | 31     | 31     | 32,7   | 45,4  | 32,8   | 81,4 | 9,40    | 1,90    | 1,10   | 0,50   | 10,50  |
| 2020-2021 | Villanova | 25     | 25     | 34,5   | 49,7  | 28,0   | 71,4 | 8,50    | 2,20    | 1,00   | 0,60   | 15,70  |
| Carrière  | Carrière  | 56     | 56     | 33,5   | 47,8  | 30,1   | 76,8 | 9,00    | 2,10    | 1,10   | 0,60   | 12,80  |

### Professionnelles

#### Saison régulière
| Saison    | Équipe        | Matchs | Titul. | Min./m | % Tir | % 3pts | % LF | Rbds/m. | Pass/m. | Int/m. | Ctr/m. | Pts/m. |
| --------- | ------------- | ------ | ------ | ------ | ----- | ------ | ---- | ------- | ------- | ------ | ------ | ------ |
| 2021-2022 | Oklahoma City | 49     | 36     | 22,2   | 41,4  | 35,2   | 74,1 | 5,60    | 1,00    | 0,60   | 0,30   | 7,50   |
| Carrière  | Carrière      | 49     | 36     | 22,2   | 41,4  | 35,2   | 74,1 | 5,60    | 1,00    | 0,60   | 0,30   | 7,50   |

## Distinctions
- Big East co-Player of the Year (2021)
- First-team All-Big East (2021)
- Big East Freshman of the Year (2020)
- Big East All-Freshman Team (2020)
- McDonald's All-American (2019)